# Dale Midkiff
Dale Alan Midkiff (* 1. Juli 1959 in Chance, Maryland) ist ein US-amerikanischer Schauspieler.

## Leben
Dale Midkiff hatte seinen ersten Auftritt als Schauspieler 1985 in dem Film Streetwalkin' – Auf den Straßen. 1986 hatte er eine größere Rolle in dem Film Dallas – Wie alles begann. Darin spielte er den jungen Jock Ewing. Die erste Hauptrolle folgte 1988 in dem Fernsehfilm Elvis und ich, einer Biografie über Elvis Presley.
Midkiff spielte 1989 die Hauptrolle in Stephen Kings Horror-Film Friedhof der Kuscheltiere. Einige Jahre später verkörperte er den Serienhelden Darien Lambert in der Science-Fiction-Fernsehserie Time Trax – Zurück in die Zukunft. Er ist auch als Gaststar in verschiedenen Fernsehserien zu sehen, darunter in CSI: Miami und Criminal Minds.
Dale Midkiff ist seit 1993 verheiratet und Vater von drei Kindern.

## Filmographie (Auswahl)
- 1986: Dallas: Wie alles begann (Dallas: The Early Years, Fernsehfilm)
- 1988: Elvis und ich (Elvis and Me, Fernsehfilm)
- 1988: Casual Sex?
- 1989: Friedhof der Kuscheltiere (Pet Sematary)
- 1989: Eine Mörderische Ehe (A Cry for Help: The Tracy Thurman Story, Fernsehfilm)
- 1990: Der Mond über Plymouth (Plymouth)
- 1992: Love Potion No. 9 – Der Duft der Liebe (Love Potion No. 9)
- 1993–1994: Time Trax – Zurück in die Zukunft (Time Trax, Fernsehserie, 44 Folgen)
- 1997: Die Zahnfee (Toothless)
- 1999: Outer Limits – Die unbekannte Dimension (The Outer Limits, Fernsehserie, Folge 8x05)
- 2000: Alien Attack – The Final Invasion
- 2000: Falcon Down
- 2000: The Crow III – Tödliche Erlösung (The Crow: Salvation)
- 2000: Air Bud 3 – Ein Hund für alle Bälle (Air Bud 3: World Pup)
- 2001: Route 666
- 2003–2007: Liebe (Fernsehreihe, 6 Teile)
- 2004: Debating Robert Lee
- 2004: Torn Apart
- 2005: Boxboarders!
- 2006: Dexter (Fernsehserie, Folge 2x07)
- 2007: Plane Dead – Zombies On A Plane (Flight of the Living Dead)
- 2008: 2012: Doomsday (2012 Doomsday)
- 2009: Criminal Minds (Fernsehserie, Folge 4x23)
- 2010: Lie to Me (Fernsehserie, Folge 2x03)
- 2013: The Client List (Fernsehserie, Folge 2x05)
- 2014: Castle (Fernsehserie, Folge 7x07 Wilde Flitterwochen)